# Сент-Джонсбері (Вермонт)
Сент-Джонсбері (англ. St. Johnsbury) — місто (англ. town) в США, в окрузі Каледонія штату Вермонт. Населення — 7364 особи (2020).

### Клімат
| Клімат : Сент-Джонсбері | Клімат : Сент-Джонсбері | Клімат : Сент-Джонсбері | Клімат : Сент-Джонсбері | Клімат : Сент-Джонсбері | Клімат : Сент-Джонсбері | Клімат : Сент-Джонсбері | Клімат : Сент-Джонсбері | Клімат : Сент-Джонсбері | Клімат : Сент-Джонсбері | Клімат : Сент-Джонсбері | Клімат : Сент-Джонсбері | Клімат : Сент-Джонсбері | Клімат : Сент-Джонсбері |
| Показник                | Січ.                    | Лют.                    | Бер.                    | Квіт.                   | Трав.                   | Черв.                   | Лип.                    | Серп.                   | Вер.                    | Жовт.                   | Лист.                   | Груд.                   | Рік                     |
| Абсолютний максимум, °C | 17,2                    | 16,7                    | 28,9                    | 33,3                    | 34,4                    | 36,7                    | 37,2                    | 36,7                    | 35,0                    | 31,7                    | 25,0                    | 19,4                    | 37,2                    |
| Середній максимум, °C   | −2,4                    | 0,0                     | 5,8                     | 13,3                    | 21,1                    | 25,1                    | 27,1                    | 25,7                    | 20,7                    | 14,2                    | 6,3                     | −0,3                    | 13,1                    |
| Середній мінімум, °C    | −14,2                   | −13,2                   | −6,9                    | −0,5                    | 5,9                     | 11,2                    | 13,8                    | 13,0                    | 8,6                     | 2,4                     | −2,4                    | −10,2                   | 0,7                     |
| Абсолютний мінімум, °C  | −37,2                   | −41,7                   | −32,8                   | −18,9                   | −6,7                    | −1,1                    | 2,2                     | 0,6                     | −5,6                    | −10,6                   | −25                     | −41,1                   | −41,7                   |
| Норма опадів, мм        | 73                      | 52                      | 65                      | 70                      | 85                      | 99                      | 98                      | 107                     | 88                      | 82                      | 84                      | 76                      | 979                     |
| ----------------------- | ----------------------- | ----------------------- | ----------------------- | ----------------------- | ----------------------- | ----------------------- | ----------------------- | ----------------------- | ----------------------- | ----------------------- | ----------------------- | ----------------------- | ----------------------- |
| Джерело: NOAA           |                         |                         |                         |                         |                         |                         |                         |                         |                         |                         |                         |                         |                         |

## Демографія
Згідно з переписом 2010 року, у місті мешкали 7603 особи в 3158 домогосподарствах у складі 1870 родин. Було 3522 помешкання
Расовий склад населення:
| - 95,6 % — білих - 1,2 % — азіатів - 0,8 % — чорних або афроамериканців - 0,7 % — корінних американців |

До двох чи більше рас належало 1,4 %. Частка іспаномовних становила 1,5 % від усіх жителів.
За віковим діапазоном населення розподілялося таким чином: 21,6 % — особи молодші 18 років, 61,7 % — особи у віці 18—64 років, 16,7 % — особи у віці 65 років та старші. Медіана віку мешканця становила 41,8 року. На 100 осіб жіночої статі у місті припадало 98,3 чоловіків;  на 100 жінок у віці від 18 років та старших — 95,3 чоловіків також старших 18 років.
Середній дохід на одне домашнє господарство  становив 53 249 доларів США (медіана — 39 806), а середній дохід на одну сім'ю — 62 955 доларів (медіана — 55 741). Медіана доходів становила 37 443 долари для чоловіків та 39 353 долари для жінок. За межею бідності перебувало 15,0 % осіб, у тому числі 24,3 % дітей у віці до 18 років та 8,6 % осіб у віці 65 років та старших.
Цивільне працевлаштоване населення становило 3350 осіб. Основні галузі зайнятості: освіта, охорона здоров'я та соціальна допомога — 33,0 %, роздрібна торгівля — 11,9 %, виробництво — 11,3 %.